# Штамповые испытания

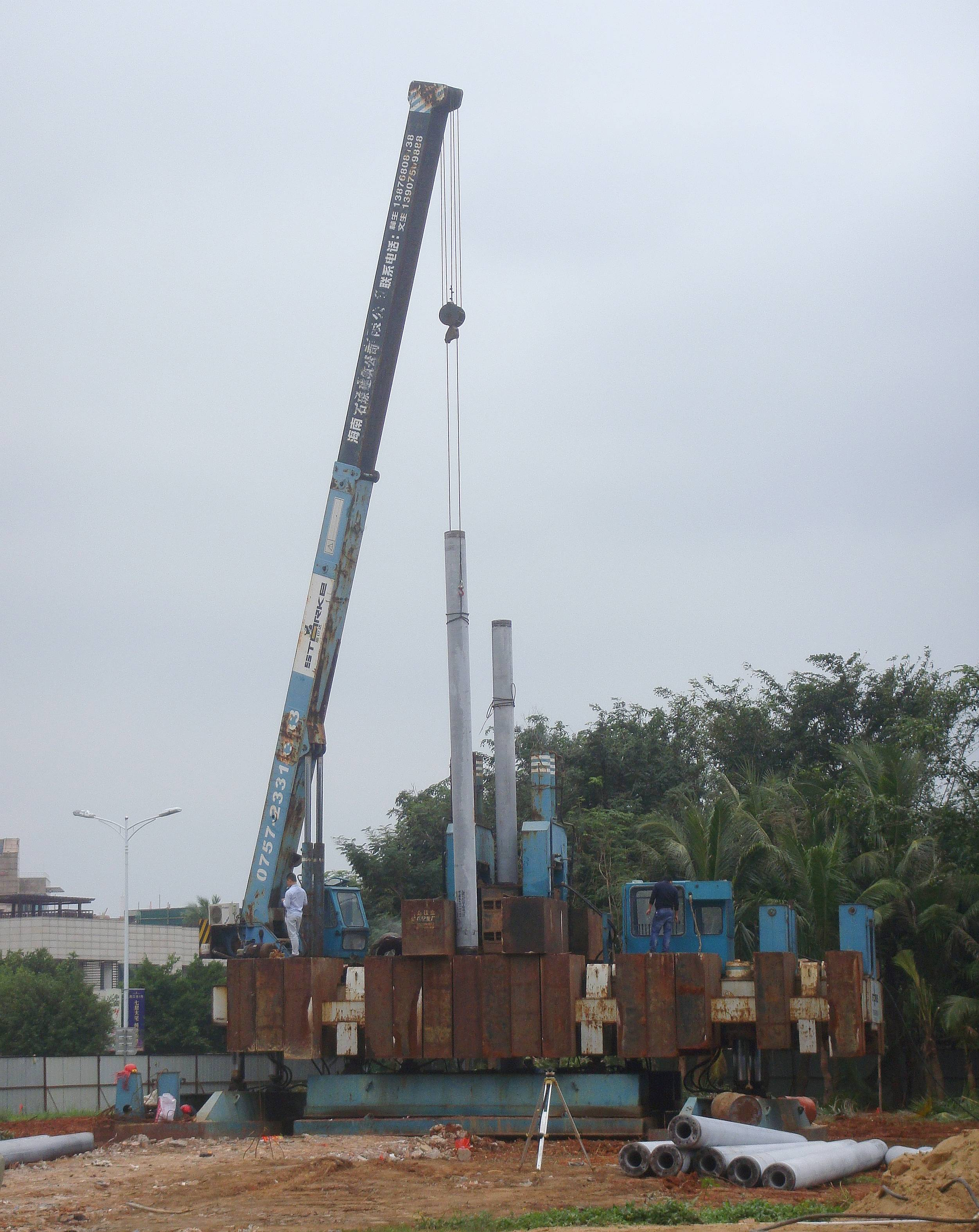
Нагрузочное тестирование Kentledge в Хайкоу, Хайнань, Китай

Штамповые испытания- полевой тест для определения несущей способности фундаментов перед строительством здания. Он отличается от статических и динамических испытаний тем, что давление на сваю передается медленнее. Штамповые испытания проводятся для измерения осевого сжатия конструкции. Его также можно использовать для измерения формы деформации под действием боковой нагрузки.
Штамповые испытания проводятся в несколько этапов в соответствии с последовательностью, описанной в ГОСТе 20276.1-2020. По окончании работ геологи получают следующие сведения:
- исходное просадочное давление (для глин);
- деформационный модуль E (для глин, песков и обломочных горных пород).

## Методкентледж
Кентледж включает в себя строительство платформы, на которую помещается груз. Он давит на сваю, подвергая ее нагрузке. Датчики измеряют сопротивление, движение сваи и другие показания для определения свойств грунта.

## Метод двунаправленного нагрузочного тестирования
Двунаправленное испытание статической нагрузкой — это широко используемый на рынке вариант испытания постоянной нагрузкой как для свай большого, так и для малого диаметра. Основное различие между испытанием с постоянной нагрузкой с верхней нагрузкой и двунаправленным испытанием заключается в расположении домкрата. Одним из видов двунаправленного метода является метод YJACK .

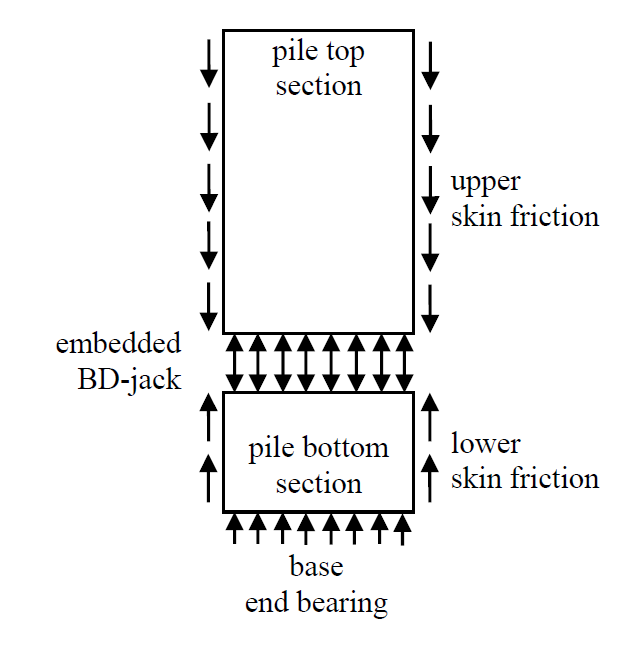
БД механизм

В тело сваи заливается теряемый встроенный гидравлический домкрат. При приложении нагрузки свая разделяется на две секции и нагрузка прикладывается к обеим секциям одновременно и взаимодействует друг с другом в двух направлениях; вверх против трения верхней обшивки и вниз против опоры основания и нижнего трения обшивки. На практике испытание на двунаправленную нагрузку сваи не требует реактивных балок, анкерных свай или кентледжа во время приложения нагрузки. Однако технически двунаправленный метод эквивалентен методу испытания статической нагрузкой. Другими словами, двунаправленное моделирование имитирует результаты испытаний на статическую нагрузку.
На практике испытание на двунаправленную нагрузку сваи не требует реактивных балок, анкерных свай или кентледжа во время приложения нагрузки. Однако технически двунаправленный метод эквивалентен методу испытания статической нагрузкой. Другими словами, двунаправленное моделирование имитирует результаты испытаний на статическую нагрузку.
По аналогии, если система реакции на статическую нагрузку (будь то кентледж или анкерные сваи) покрыта грунтом и применяется нагрузка, система становится двунаправленной. Гидравлический домкрат при испытании статической нагрузкой становится двунаправленным домкратом. Нагрузка, прикладываемая в обоих направлениях, точно такая же, как и при испытании статической нагрузкой с определенными шагами нагрузки.

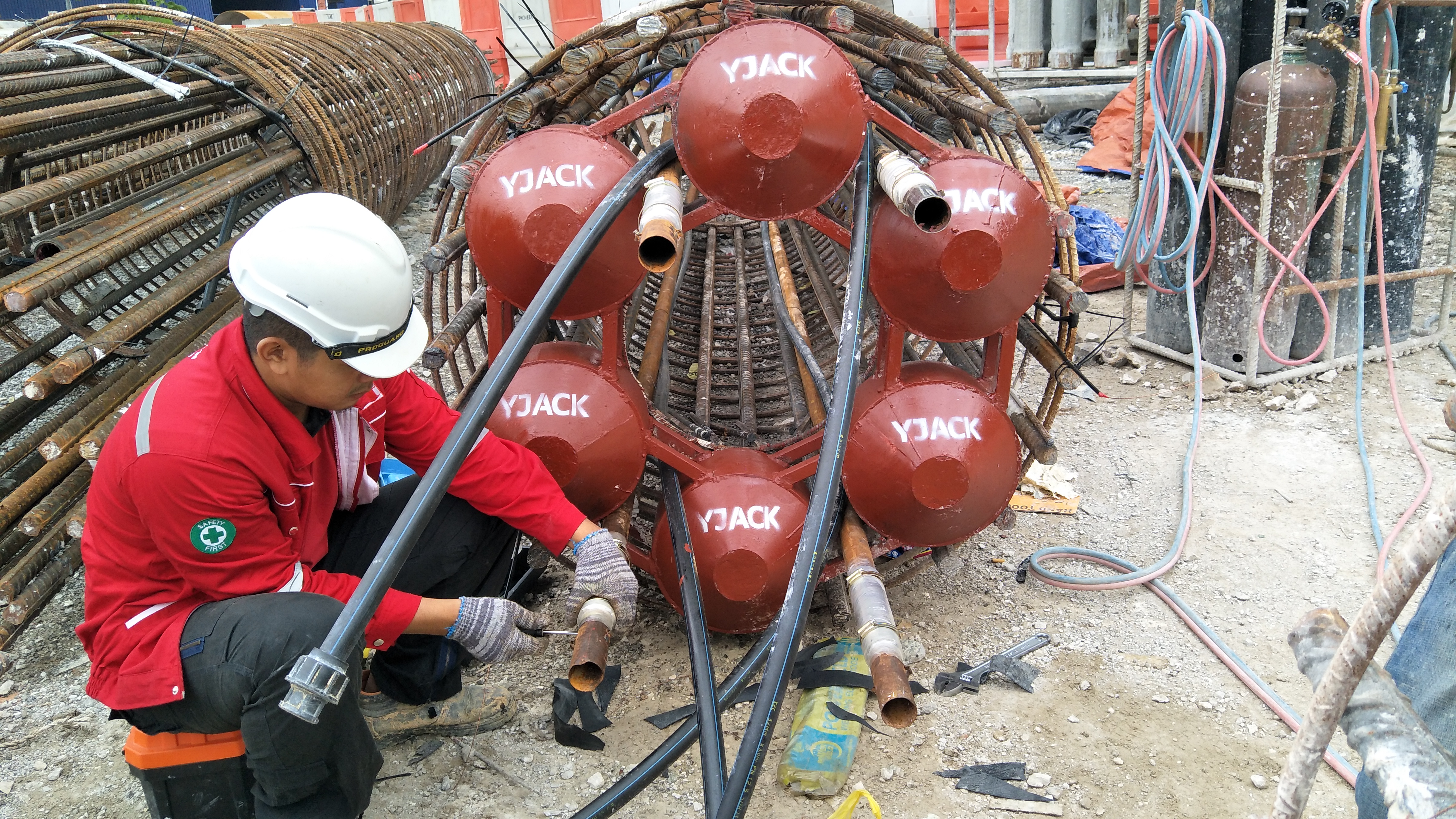
Одно из двунаправленных испытаний с использованием метода YJACK в Куала-Лумпуре, Малайзия.